# Фиддаун
Фиддаун (англ. Fiddown; ирл. Fiodh Dúin) — деревня в Ирландии, находится в графстве Килкенни (провинция Ленстер).

## Демография
Население — 194 человека (по переписи 2006 года).
Данные переписи 2006 года:
| Общие демографические показатели |               |                               |                               |      |      |
| Всё население                    | Всё население | Изменения населения 2002—2006 | Изменения населения 2002—2006 | 2006 | 2006 |
| 2002                             | 2006          | чел.                          | %                             | муж. | жен. |
| -                                | 194           | 194                           | -                             | 102  | 92   |